# Джек Корк
Джек Корк (англ. Jack Cork; нар. 25 червня 1989, Лондон) — англійський футболіст, захисник клубу «Бернлі».

## Клубна кар'єра
Вихованець футбольної школи клубу «Челсі». Втім пробитися до головної команди «аристократів» не зміг.
Натомість з 2006 по 2009 рік грав на правах оренди у складі команд клубів «Борнмут», «Сканторп Юнайтед», «Саутгемптон» та «Вотфорд».
Своєю грою за останню команду привернув увагу представників тренерського штабу клубу «Ковентрі Сіті», до складу якого приєднався 2009 року також як орендований гравець. Відіграв за клуб з Ковентрі наступні один сезон своєї ігрової кар'єри. Більшість часу, проведеного у складі «Ковентрі Сіті», був основним гравцем захисту команди.
2010 року перейшов до клубу «Бернлі», у складі якого провів наступний рік своєї кар'єри гравця. Граючи у складі «Бернлі» також здебільшого виходив на поле в основному складі команди.
До складу клубу «Саутгемптон» приєднався 2011 року. Відіграв за клуб з Саутгемптона 114 матчів в національному чемпіонаті.
30 січня 2015 року підписав контакт з клубом «Свонсі Сіті», в якому провів два роки.
11 липня 2017 року перейшов до клубу «Бернлі», в якому грає і донині.

## Виступи за збірні
2005 року дебютував у складі юнацької збірної Англії, взяв участь у 26 іграх на юнацькому рівні.
2009 року залучався до складу молодіжної збірної Англії. На молодіжному рівні зіграв в одному офіційному матчі.
2012 року у складі олімпійської збірної Великої Британії був учасником футбольного турніру на тогорічних Олімпійських іграх.